# NGC 7363
NGC 7363 ist eine Balken-Spiralgalaxie vom Hubble-Typ SABcd im Sternbild Pegasus am Nordsternhimmel. Sie ist schätzungsweise 310 Millionen Lichtjahre von der Milchstraße entfernt und hat einen Durchmesser von etwa 100.000 Lichtjahren.
Im selben Himmelsareal befindet sich u. a. die Galaxie NGC 7369.
Das Objekt wurde am 27. August 1865 von Heinrich d’Arrest entdeckt.